# Dragash
Dragash (in albanese Dragash o anche Sharri, in serbo Драгаш?, Dragaš) è un comune del Kosovo meridionale, appartenente al distretto di Prizren. Il comune è anche abitato da una vasta minoranza Gorani.

## Geografia fisica
Dragash sorge in una vallata dei monti Šar, a 34 km a sud-ovest di Prizren.

## Storia
Dragash prende il nome dall'omonima famiglia nobile serba, al servizio di Dušan il Potente e Uroš il Debole. Dal 1877 al 1913, Dragash ha fatto parte del Vilayet del Kosovo nell'Impero ottomano. Dal 1929 al 1941, Dragash ha fatto parte della banovina del Vardar del Regno di Jugoslavia. Dal 1941 al 1999 Dragash ha fatto parte della provincia autonoma del Kosovo all'interno della Repubblica di Serbia e della Federazione jugoslava.
La municipalità di Gora e la regione di Opoja (annessa alla municipalità di Prizren) sono rimaste separate durante il periodo di Milošević. Durante la guerra del Kosovo (1999), gli albanesi di Opoja sono fuggiti nella vicina Albania in auto, camion e trattori, insieme ad altri a piedi che, dopo il conflitto, sono tornati a casa. Dopo la guerra, il comune di Gora, a maggioranza gorana, è stato fuso con la regione di Opoja, abitata da albanesi, per formare il comune di Dragash dalla Missione delle Nazioni Unite (UNMIK); la nuova unità amministrativa è a maggioranza albanese.

## Società

### Evoluzione demografica
| Composizione etnica |          |     |        |     |        |  |  |  |  |
| Anno/Etnia          | Albanesi | %   | Gorani | %   | Totale |  |  |  |  |
| 1991                | 22,802   | 59% | 16,112 | 41% | 38,914 |  |  |  |  |
| Gennaio 1999        | 27,633   | 61% | 17,470 | 39% | 45,103 |  |  |  |  |
| Marzo 2000          | 24,856   | 72% | 9,706  | 28% | 34,562 |  |  |  |  |
|                     |          |     |        |     |        |  |  |  |  |

## Geografia antropica

### Suddivisioni amministrative
Il comune si divide nei seguenti villaggi: 
| - Zgatar - Baçkë - Brod - Dikancë - Rapçë - Kapër - Dragash - Kërstec - Zym - Shajnë - Glloboçicë | - Pllajnik - Radeshë - Leshtan - Lubovishtë - Mlikë - Orçushë - Radeshë - Restelicë - Vranishtë - Zlipotok |